# James Keith

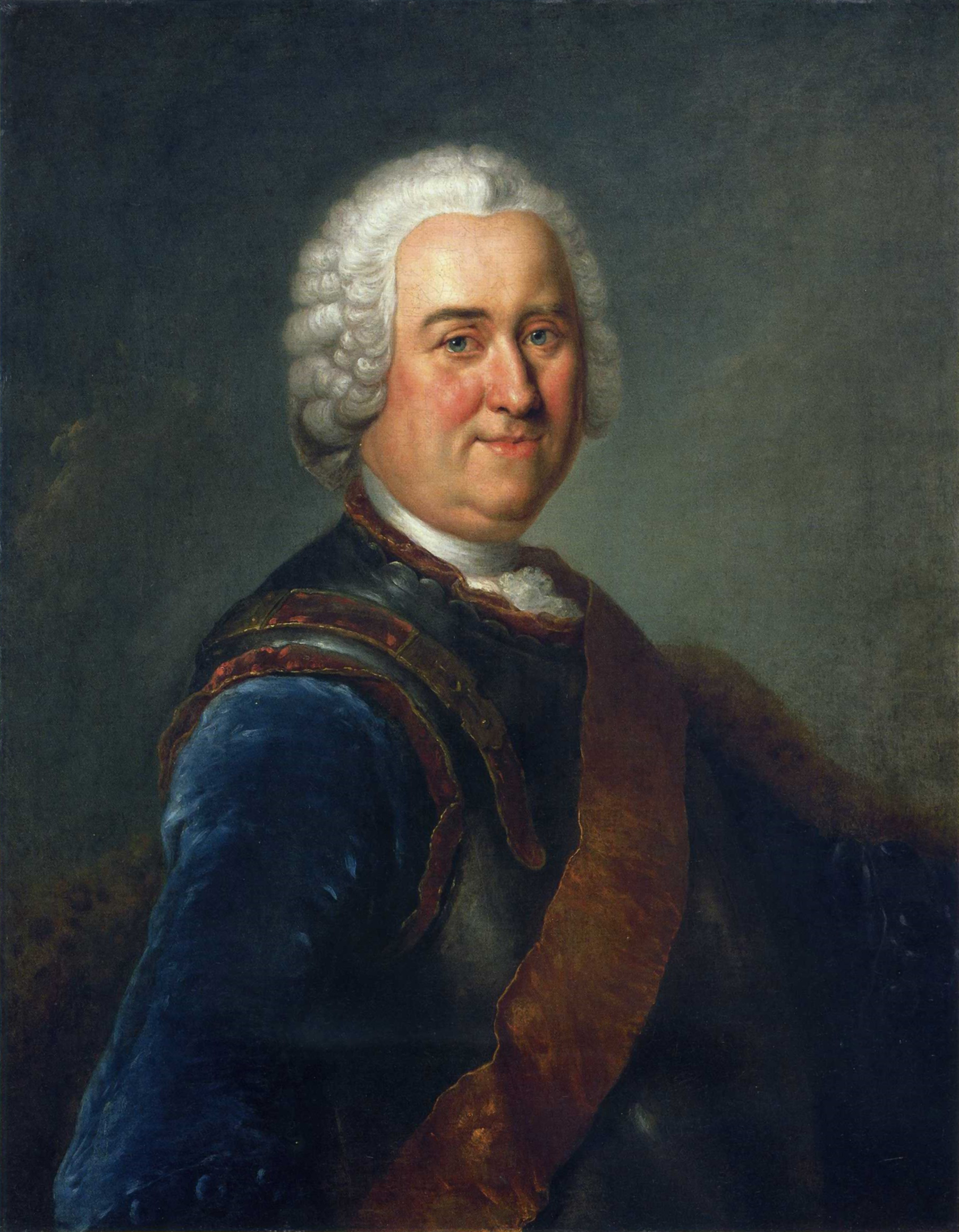
Generalfeldmarschall Jakob von Keith, Gemälde von Antoine Pesne, 1755

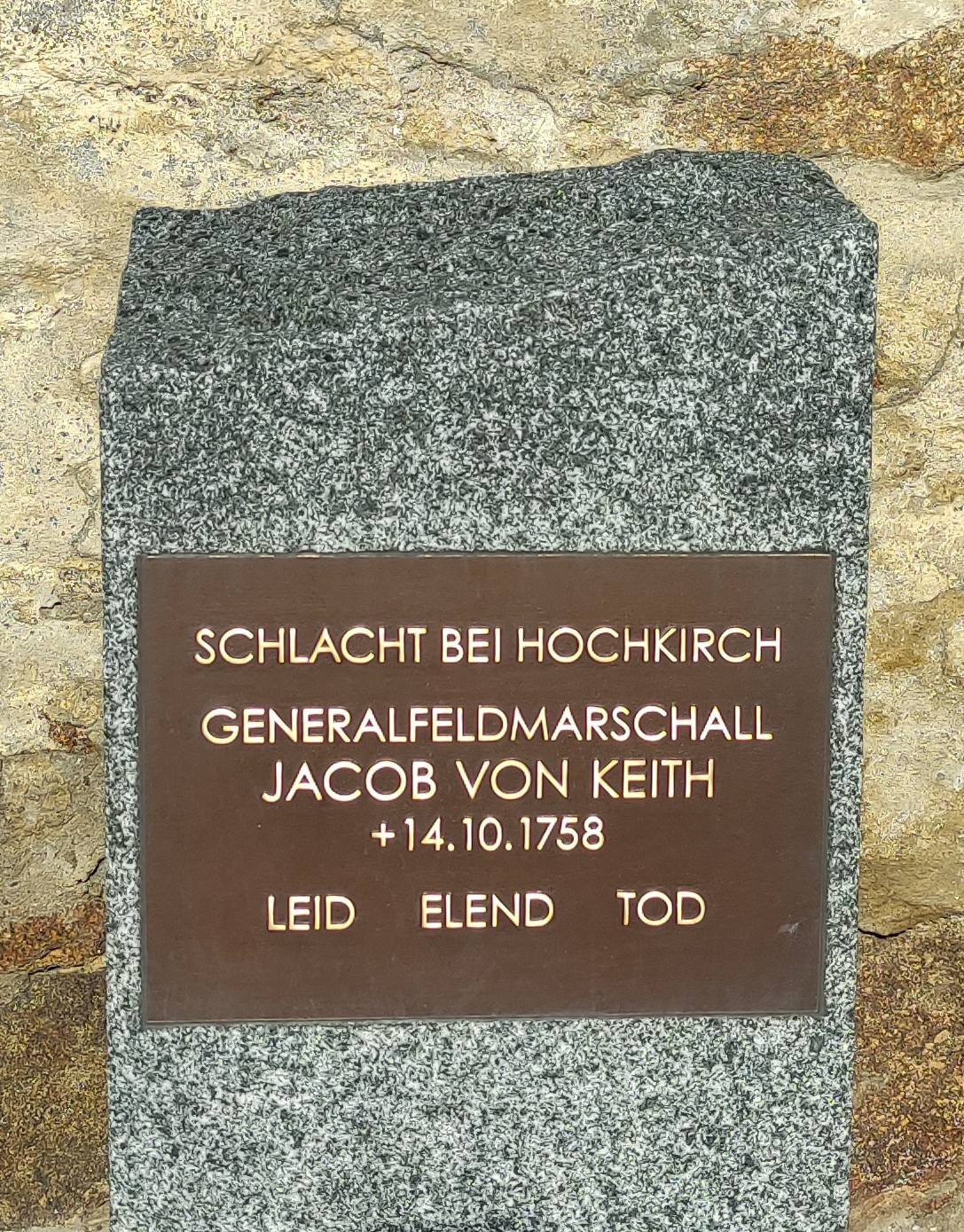
Tafel für Keith vor der Kirchhofsmauer in Hochkirch (2022)

James Francis Edward Keith, auch Jakob von Keith (* 11./16. Juni 1696 auf Inverugie Castle, Königreich Schottland; † 14. Oktober 1758 in Hochkirch), war ein schottisch-preußischer Generalfeldmarschall unter Friedrich dem Großen. Er kämpfte in den Schlesischen Kriegen und fiel in der Schlacht bei Hochkirch. Keith gehört zu den bedeutendsten Feldherren seiner Zeit.

## Leben und Wirken

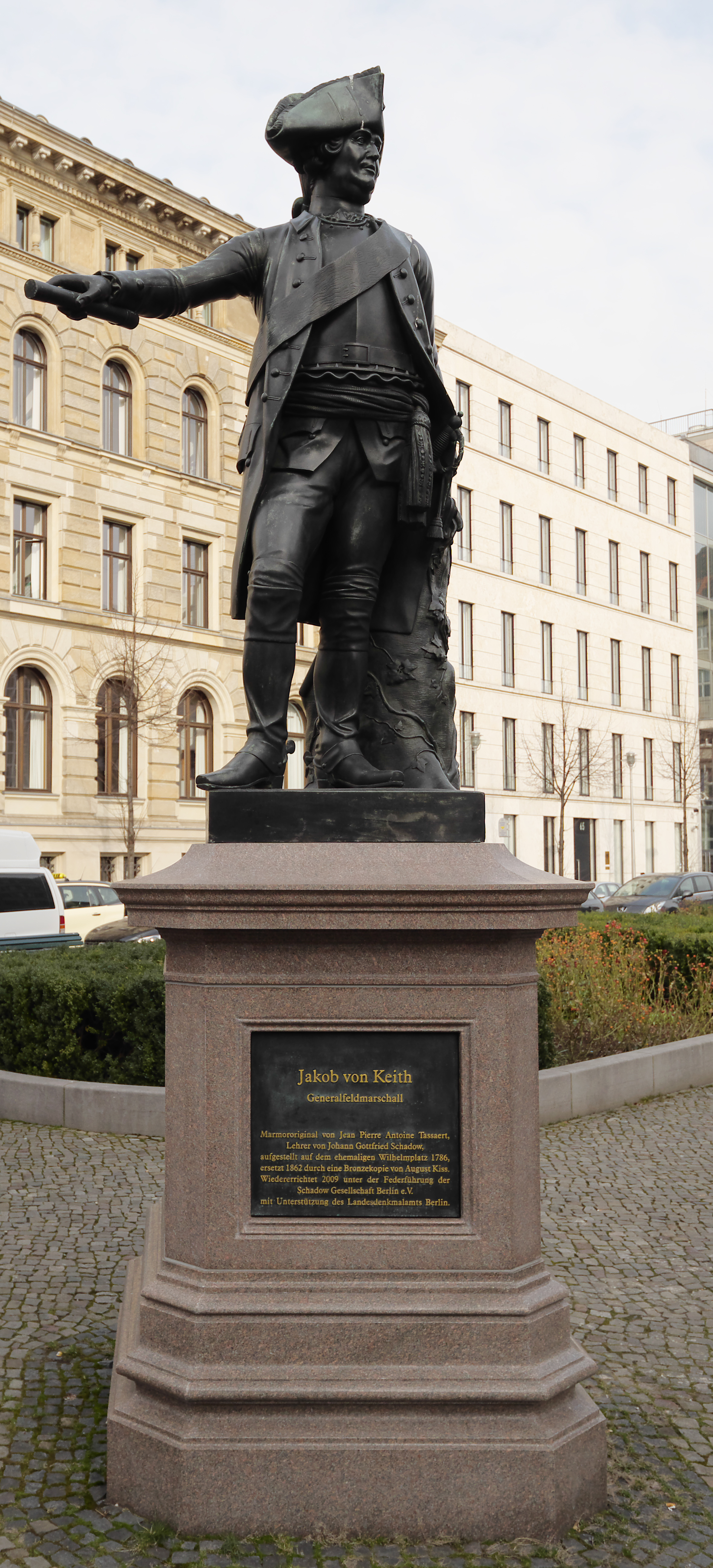
Keith-Denkmal auf dem Zietenplatz (ursprünglich auf dem Wilhelmplatz), Berlin-Mitte

James Francis Edward Keith wurde als zweiter und jüngster Sohn des William Keith, 8. Earl Marischal (um 1665–1712), und der Mary Drummond (1675–1729), Tochter des James Drummond, 4. Earl of Perth, auf Inverugie Castle bei Peterhead im Königreich Schottland geboren. Er war benannt nach James Francis Edward Stuart (1688–1766), dem Sohn James II. und dessen zweiter Ehefrau Maria Beatrice d’Este. Sein Bruder war George Keith, 9. Earl Marischal. Traditionell eng mit den Stuarts verbunden, beteiligten sich James und sein älterer Bruder an den Jakobitenaufständen, die 1715 und 1719 in Schottland stattfanden, verloren nach deren Scheitern jedoch sämtliche Titel und Besitztümer und mussten Schottland verlassen.
Nach dem Exil in Italien, Frankreich und Spanien trat Keith in den Dienst der russischen Armee, da ihm als Protestanten eine Anstellung in der spanischen Armee versagt blieb. In Russland diente Keith von 1728 bis 1747 unter den Generalen Burkhard Christoph von Münnich und Peter Graf von Lacy, einem Iren, der ebenfalls als Jakobit seine Heimat verlassen hatte. Er bewährte sich 1737 bei der Erstürmung von Otschakow im Türkenkrieg, wo er verwundet wurde, und im „Krieg der Hüte“ gegen die Schweden in der Schlacht bei Villmanstrand (auch: Wilmanstrand) am 3. September 1741. 1740, nachdem Russland dem Frieden von Belgrad beigetreten war, ernannte Zarin Anna Ioannowna Keith zum Gouverneur der Ukraine.
Keith genoss die Gunst der Zarin Anna Ioannowna, die ihn mehrfach auszeichnete und zum General der Infanterie ernannte. Nach dem Tod seiner Gönnerin 1740 wendete sich sein Glück. Um den Nachstellungen ihrer Nachfolgerin Elisabeth und den Intrigen ihres Kanzlers Alexei Petrowitsch Bestuschew-Rjumin zu entgehen, bat er schließlich um seine Entlassung, die ihm im Juli 1747 gewährt wurde.
Keith verließ Russland umgehend und ersuchte Friedrich den Großen, in preußische Dienste treten zu dürfen. Friedrich hieß den hochgebildeten und erfahrenen General freudig willkommen und ernannte ihn am 18. September 1747 zum Generalfeldmarschall der preußischen Armee. 1749 wurde er Gouverneur von Berlin. Im Oktober desselben Jahres verlieh ihm der König den Schwarzen Adlerorden. Keith zählte zu den vom König meistgeschätzten Generälen und wurde deshalb bei Ausbruch des Siebenjährigen Krieges sofort mit wichtigen Aufgaben betraut. So leitete er die Einschließung und Belagerung der sächsischen Armee bei Pirna und zeichnete sich u. a. in der Schlacht bei Lobositz am 1. Oktober 1756 aus. 1757 kommandierte er im Verlauf der Schlacht bei Prag einen Teil der preußischen Armee, schloss erfolgreich den Gegner ein, und verteidigte später Leipzig gegen eine erdrückende Übermacht.
1758 gab er nach einigen Misserfolgen, wie der Belagerung von Olmütz, aufgrund seiner angeschlagenen Gesundheit zunächst sein Kommando ab, kehrte aber im Herbst zur Armee zurück. Zusammen mit dem Prinzen Moritz von Anhalt und anderen Generälen versuchte er vergeblich, den König davon abzuhalten, Mitte Oktober in dem taktisch höchst gefährdeten Ort Hochkirch ein Feldlager aufzuschlagen. Bei dem darauffolgenden Überfall der Österreicher, der Schlacht bei Hochkirch in der Nacht vom 14. Oktober, wurde Keith durch einen Schuss in den Mund tödlich verwundet.
Zunächst in Hochkirch bestattet, wo bis heute ein Gedenkstein in der Kirche an ihn erinnert, wurde Keith ein halbes Jahr später in die Gruft der Berliner Garnisonkirche überführt. Dort wurde sein Leichnam 1873 von Adolph Menzel identifiziert und gezeichnet. Nach der Zerstörung der Garnisonkirche im Zweiten Weltkrieg erfolgte 1949 die Überführung der ca. 200 Toten in ein Gemeinschaftsgrab, das sogenannte Garnisonsgrab, auf dem Südwestkirchhof in Stahnsdorf.
Keith war in der deutschen Freimaurerei aktiv. So setzte er beispielsweise 1756 als Provinzialmeister die Loge Philadelphia zu den drei goldenen Armen in Halle ein.

## Gedenken
Nach seinem Tode setzte Friedrich II. ihm ein Denkmal auf dem Berliner Wilhelmplatz, wovon auch eine Nachbildung im schottischen Peterhead steht. Nach Keith wurde eine Straße in Berlin-Schöneberg benannt, die als Handlungsort von Theodor Fontanes Roman Effi Briest eine gewisse Bekanntheit erlangte. Prinz Heinrich von Preußen widmete ihm eine Gedenktafel auf seinem Rheinsberger Obelisken.